# Anne Schneider (Rechtswissenschaftlerin)
Anne Schneider (* 7. Juni 1983 in Wuppertal) ist eine deutsche Rechtswissenschaftlerin und Hochschullehrerin.

## Leben
Anne Schneider legte ihr Abitur 2002 am Leibniz-Gymnasium in Remscheid ab. Im Anschluss studierte sie Rechtswissenschaft an der Westfälischen-Wilhelms-Universität Münster und schloss 2007 mit der Ersten Juristischen Prüfung ab. An der University of the West of England erwarb sie 2008 einen Master of Laws in Commercial Law. 2010 wurde sie mit einer Arbeit zum Thema „Die Verhaltensnorm im internationalen Strafrecht“ in Münster zum Dr. iur. promoviert. Das Assessorexamen bestand sie 2012 vor dem Landesjustizprüfungsamt Düsseldorf. Sie wurde 2018 bei Martin Böse an der Rheinischen Friedrich-Wilhelms-Universität Bonn mit einer Arbeit zum Thema „Strafprozessuale Ermittlungsmaßnahmen und Zeugnisverweigerungsrechte“ habilitiert und erwarb die venia legendi für Strafrecht, Strafprozessrecht, Internationales und Europäisches Strafrecht, Strafrechtsvergleichung und Wirtschaftsstrafrecht.
Schneider wurde 2018 auf einen Lehrstuhl für Deutsches, Europäisches und Internationales Strafrecht, Strafprozessrecht und Wirtschaftsstrafrecht an die Universität Mannheim berufen, an der sie bis 2021 tätig war. Im Frühjahr 2021 erhielt Anne Schneider Rufe an die Universität Hamburg, die Universität Potsdam und die Heinrich-Heine-Universität Düsseldorf. Sie ist seit 2021 Lehrstuhlinhaberin des Lehrstuhls für Deutsches, Europäisches und Internationales Strafrecht an der Heinrich-Heine-Universität Düsseldorf.
Ihre Forschungs- und Publikationsschwerpunkte liegen im Europäischen und Internationalen Straf- und Strafprozessrecht. Sie ist Mitherausgeberin der Zeitschrift für das gesamte Verfahrensrecht und Mitglied der Redaktion der Zeitschrift für Internationale Strafrechtswissenschaft (ZfIStW).

## Schriften (Auswahl)
- Die Verhaltensnorm im Internationalen Strafrecht. Duncker & Humblot, Berlin 2011 (Dissertation), ISBN 978-3-428-13542-4
- Conflicts of Jurisdiction in Criminal Matters in the European Union, Volume 1: National Reports and Comparative Analysis. Nomos Verlag, Baden-Baden 2013, ISBN 978-3-8329-7746-7
- Conflicts of Jurisdiction in Criminal Matters in the European Union, Volume 2: Rights, Principles and Model Rules. Nomos Verlag, Baden-Baden 2014, ISBN 978-3-8487-1512-1
- Normentheorie und Strafrecht. Nomos Verlag, Baden-Baden 2018, ISBN 978-3-8487-4371-1
- Strafprozessuale Ermittlungsmaßnahmen und Zeugnisverweigerungsrechte. (Habilitationsschrift)